# Kościół w Nybro
Kościół w Nybro (szw. Nybro kyrka) – luterańska świątynia parafialna znajdująca się w szwedzkim mieście Nybro.

## Historia
Plany budowy kościoła w Nybro, należącego wówczas do parafii Madesjö, powstały w 1910 roku. W 1922 zatwierdzono projekt miejscowego architekta J. Freda Olsona i rozpoczęto stopniową budowę. W 1929 ukończono dom parafialny. Budynek konsekrowano po ukończeniu budowy wieży, w pierwszą niedzielę Adwentu 1934 roku, przez bpa Sama Stadenera. W 1939 ustanowiono go siedzibą parafii. W 1965 roku wzniesiono nowy dom parafialny, a stary budynek przekształcono w kaplicę Marii. Świątynię poddano renowacji w 1959 i 1984 roku.

## Architektura i wyposażenie
Kościół jest długi na 50 m i szeroki na 18 m. Łączy cechy neoklasycyzmu, secesji i funkcjonalizmu. Przykryty drewnianym stropem. W ołtarzu głównym znajduje się ołtarz z obrazem Chrystusa głoszącego z 1934 roku autorstwa Gunnara Theandera. W budynku znajdują się trzy egzemplarze organów – instrumenty na emporze i przy prezbiterium pochodzą z warsztatu Grönlunds Orgelbyggeri, a organy w kaplicy Marii – z przedsiębiorstwa A Mårtenssons orgelfabrik. Na wieży świątyni, wysokiej na 44 m, zawieszono trzy dzwony. Nad wejściem znajduje się drewniana płaskorzeźba, wykonana przez Andersa Wilstena w 1931 roku. Dywan w prezbiterium pochodzi z pracowni Anny Lisy Odelqvist-Kruse i został podarowany parafii w 1961 roku.

## Galeria

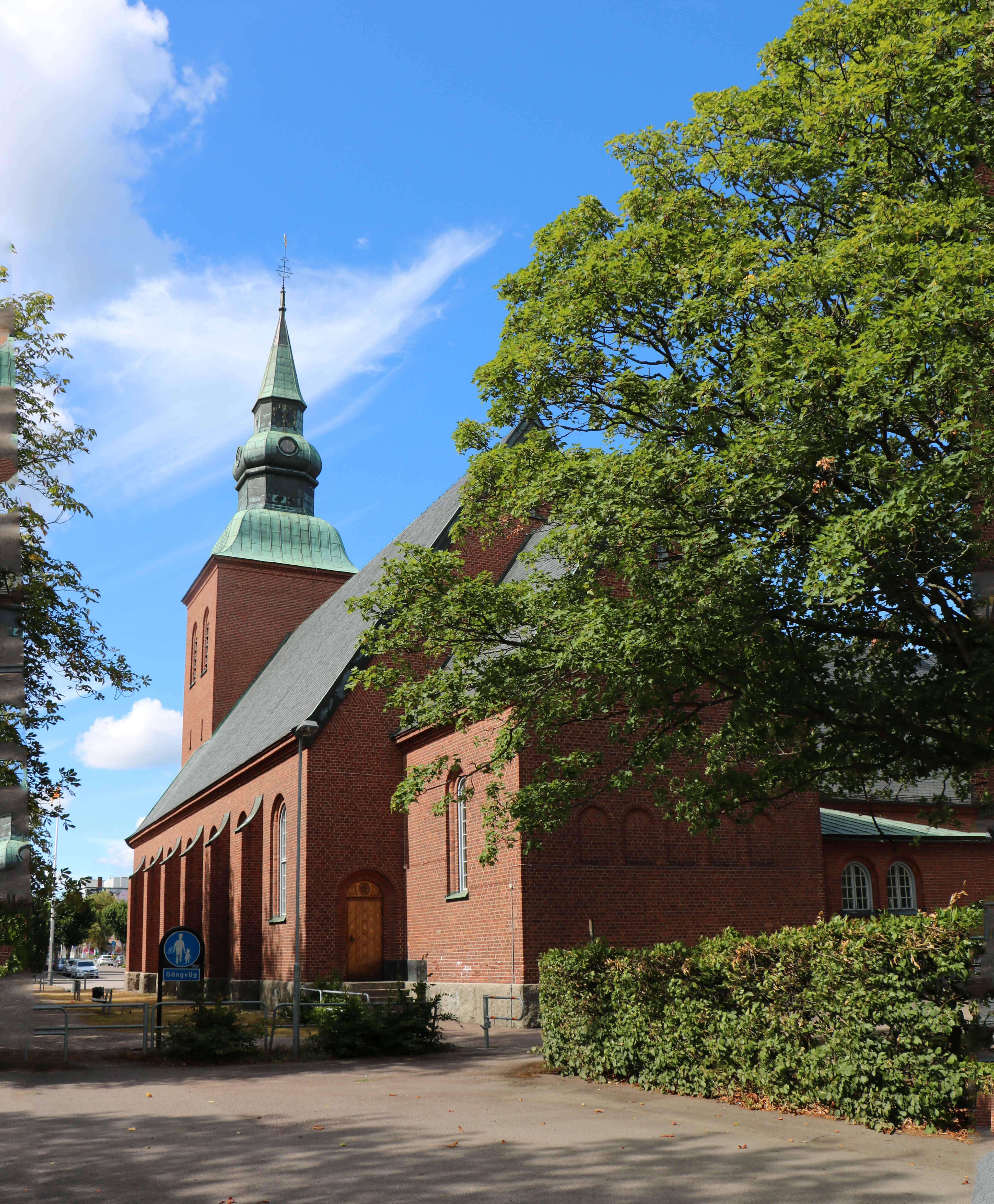
Widok z południowego zachodu
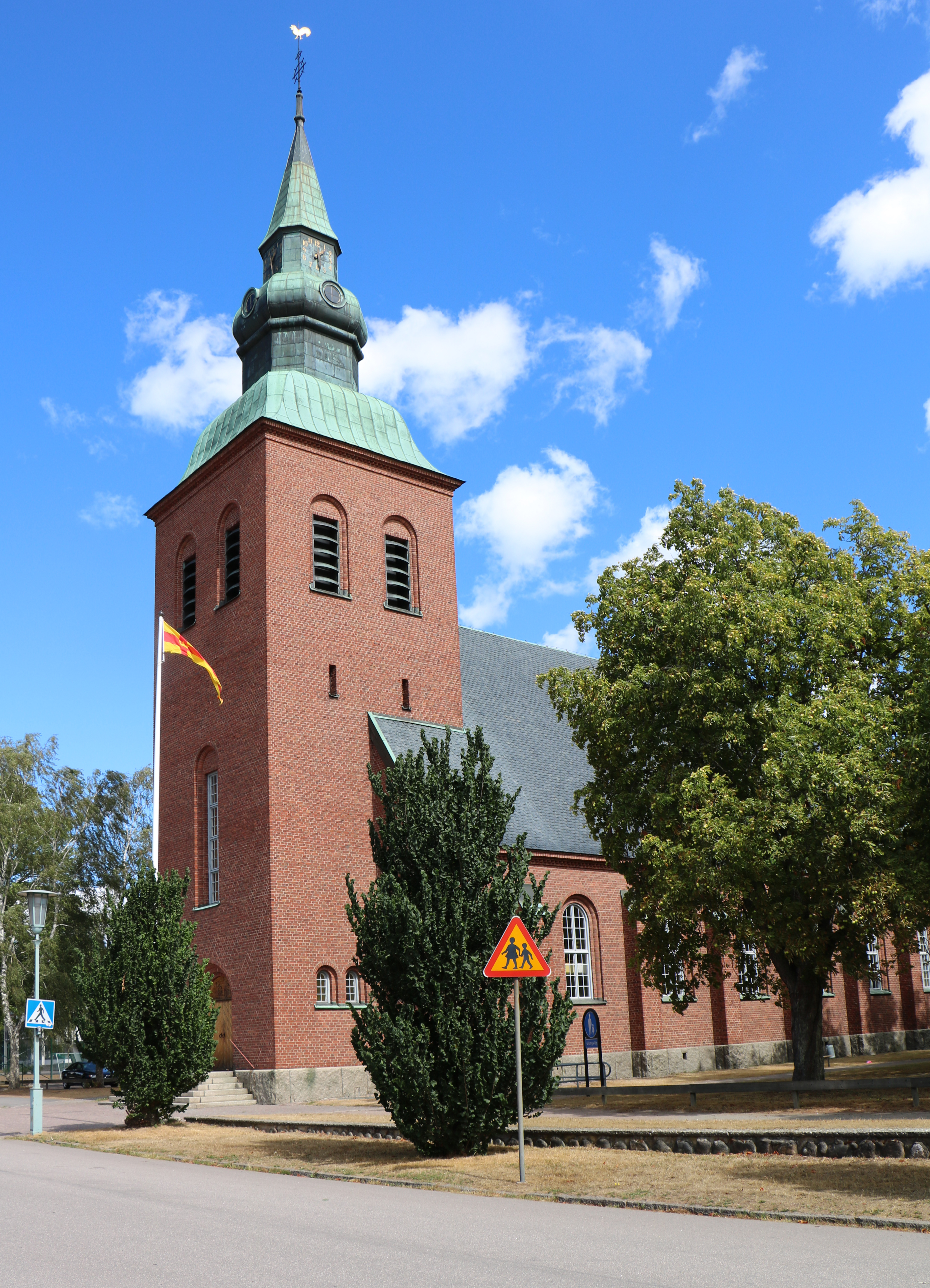
Widok z południowego wschodu
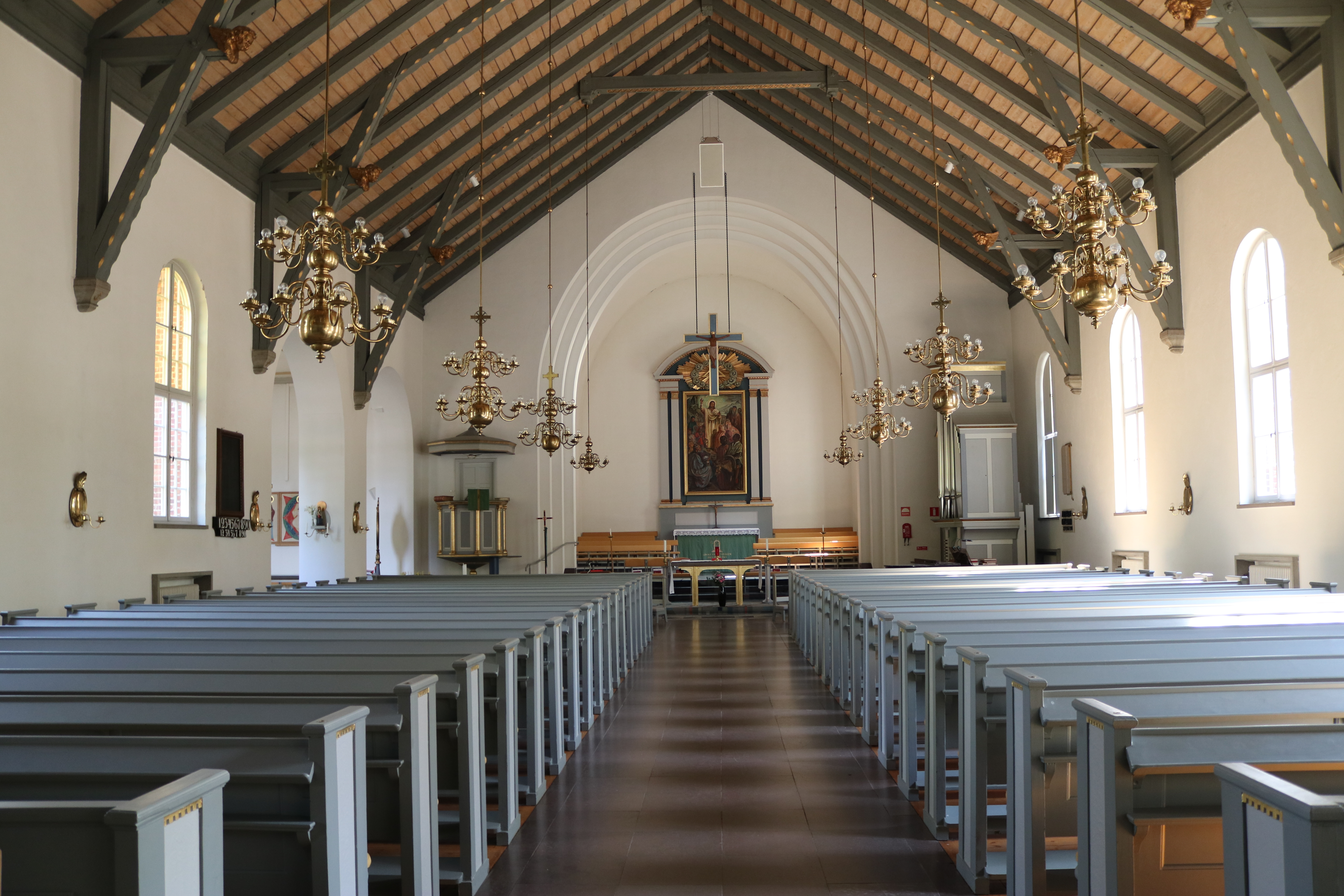
Wnętrze
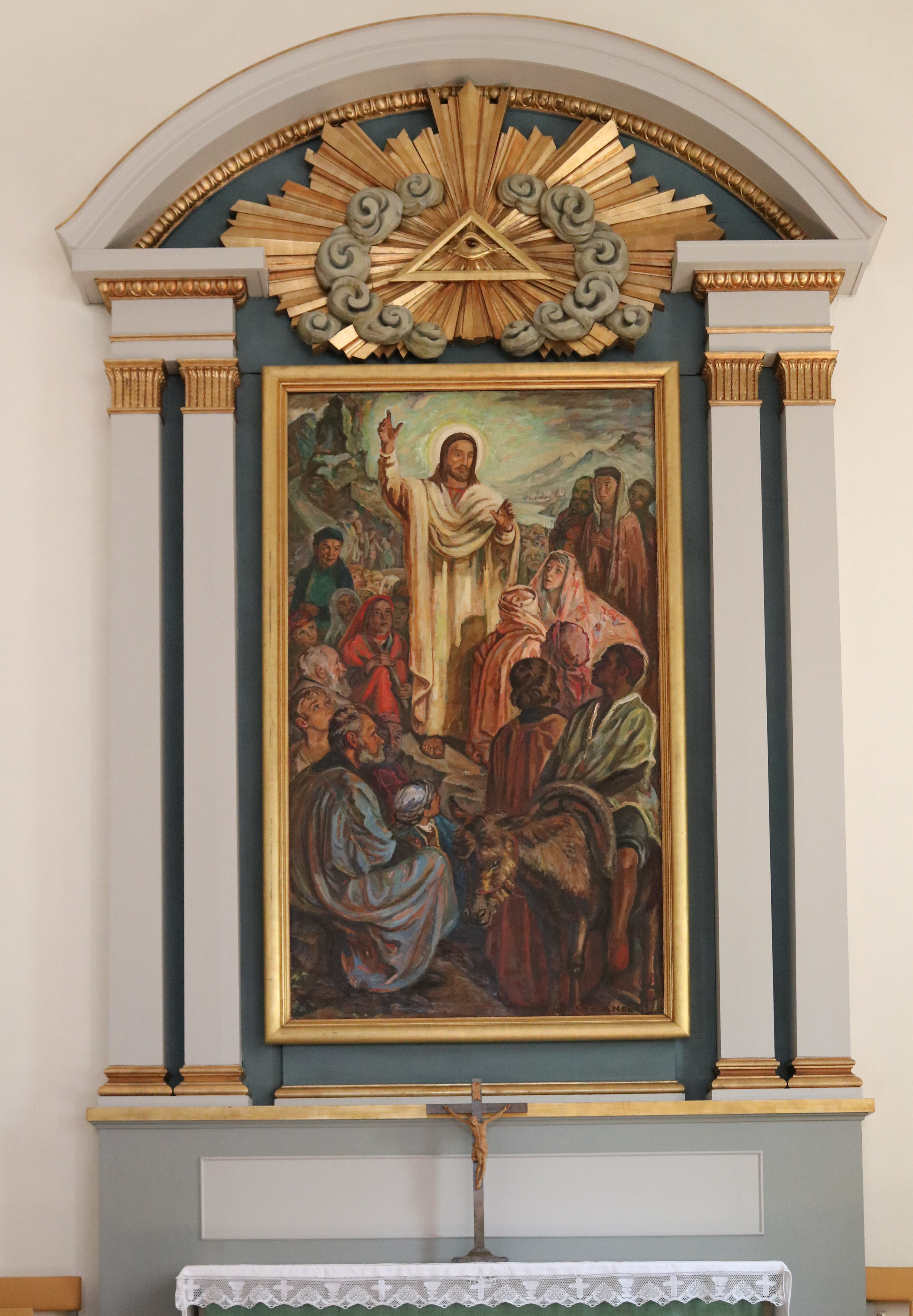
Ołtarz główny
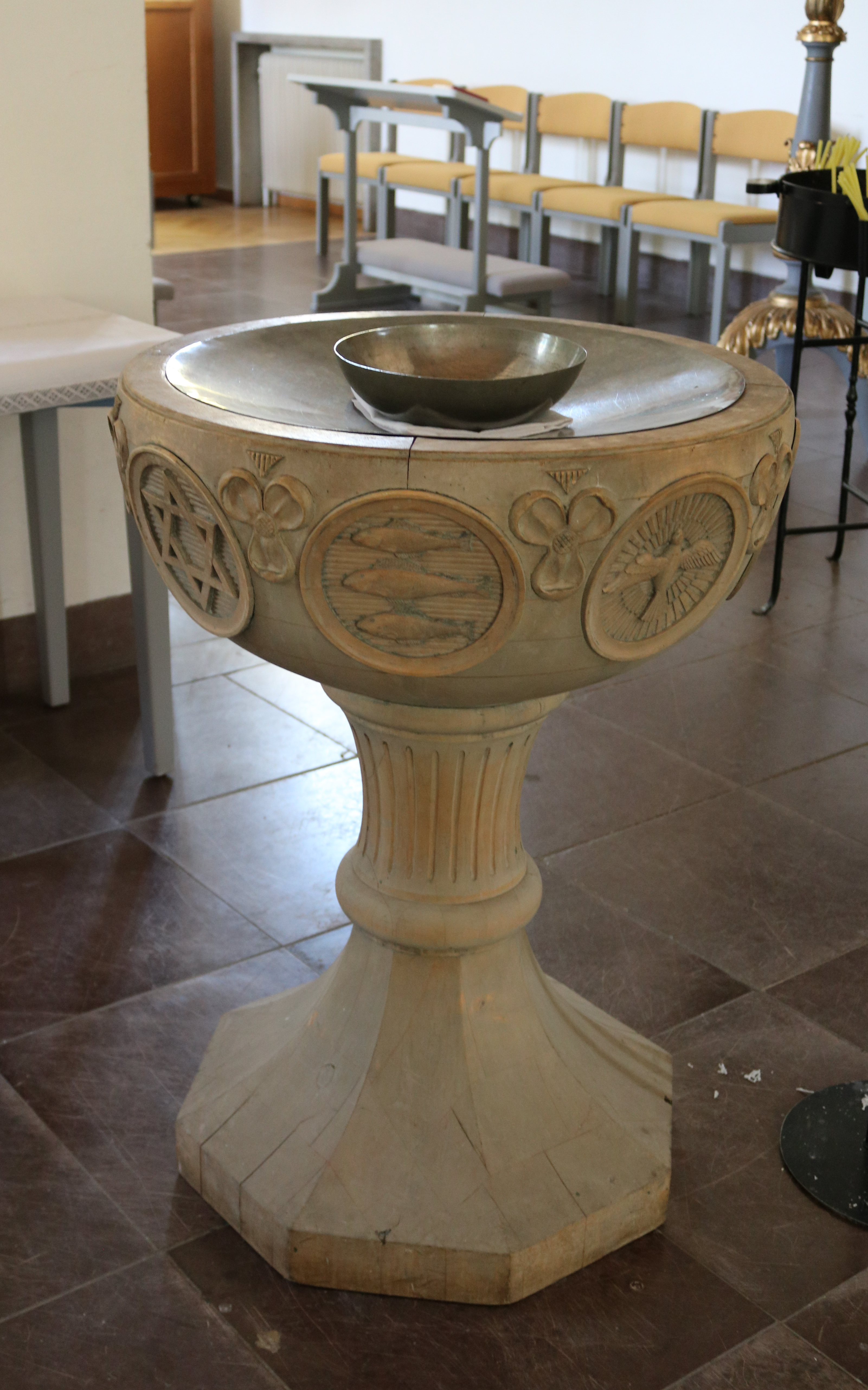
Chrzcielnica
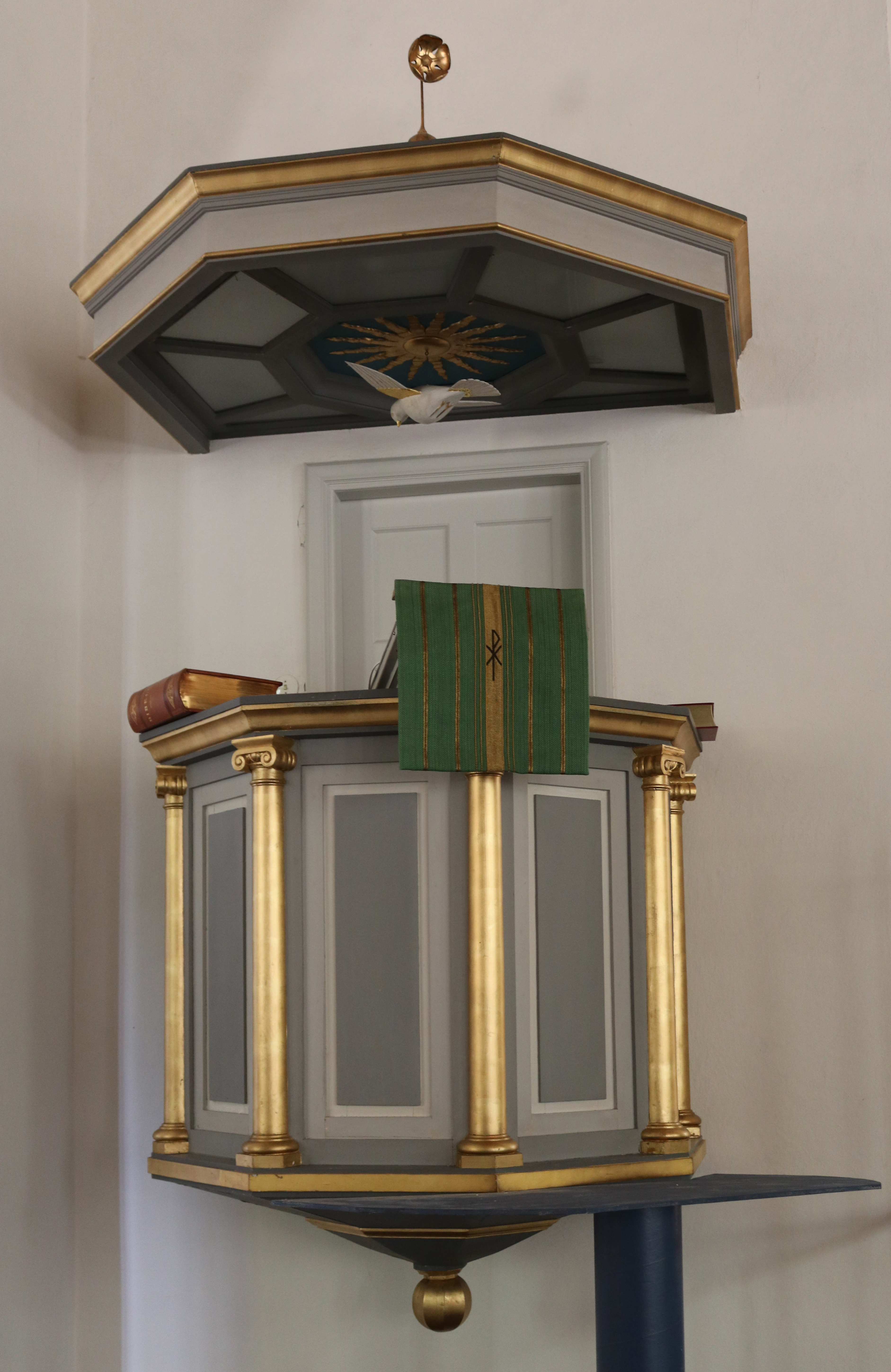
Ambona
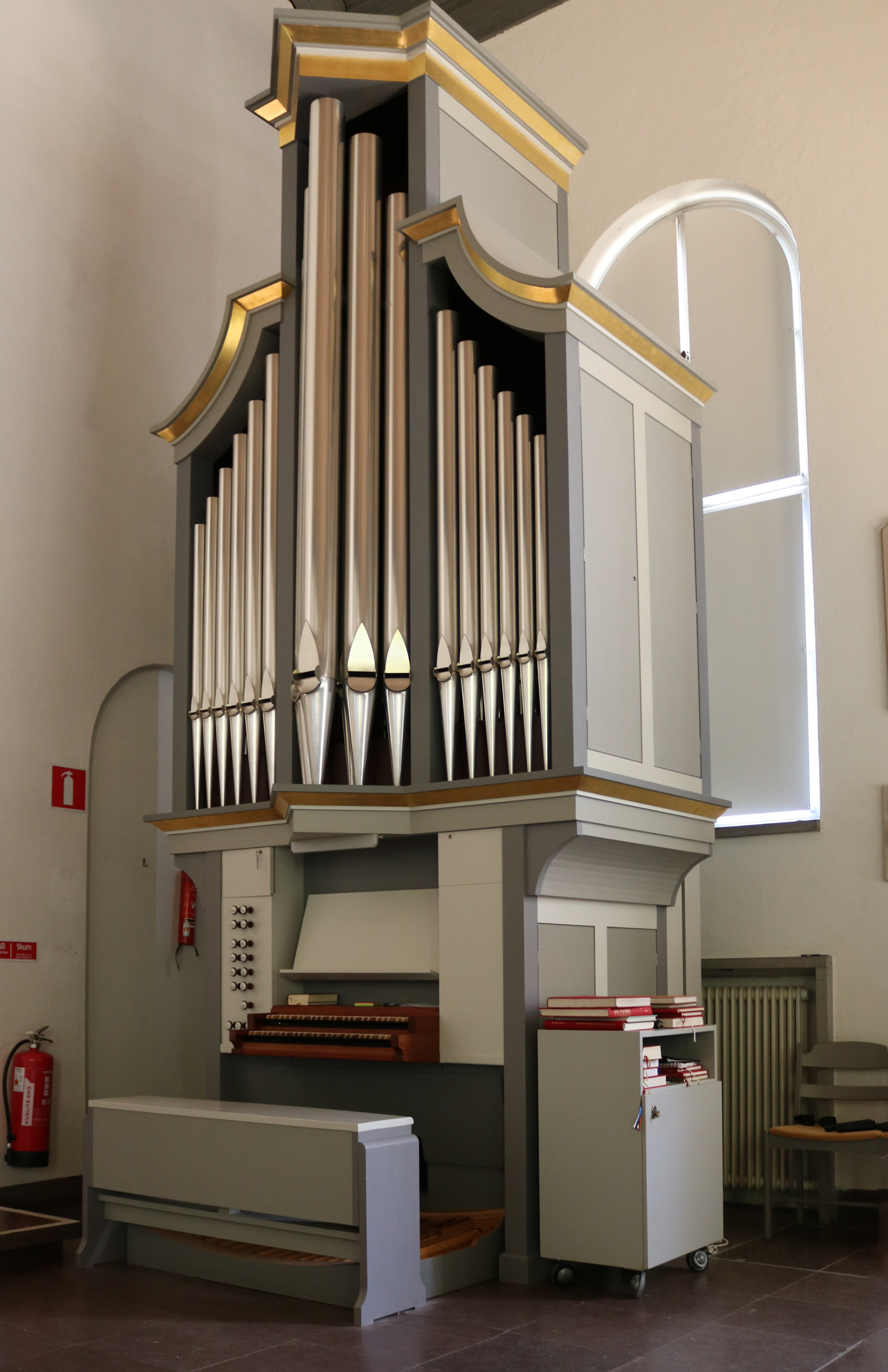
Organy przy ołtarzu
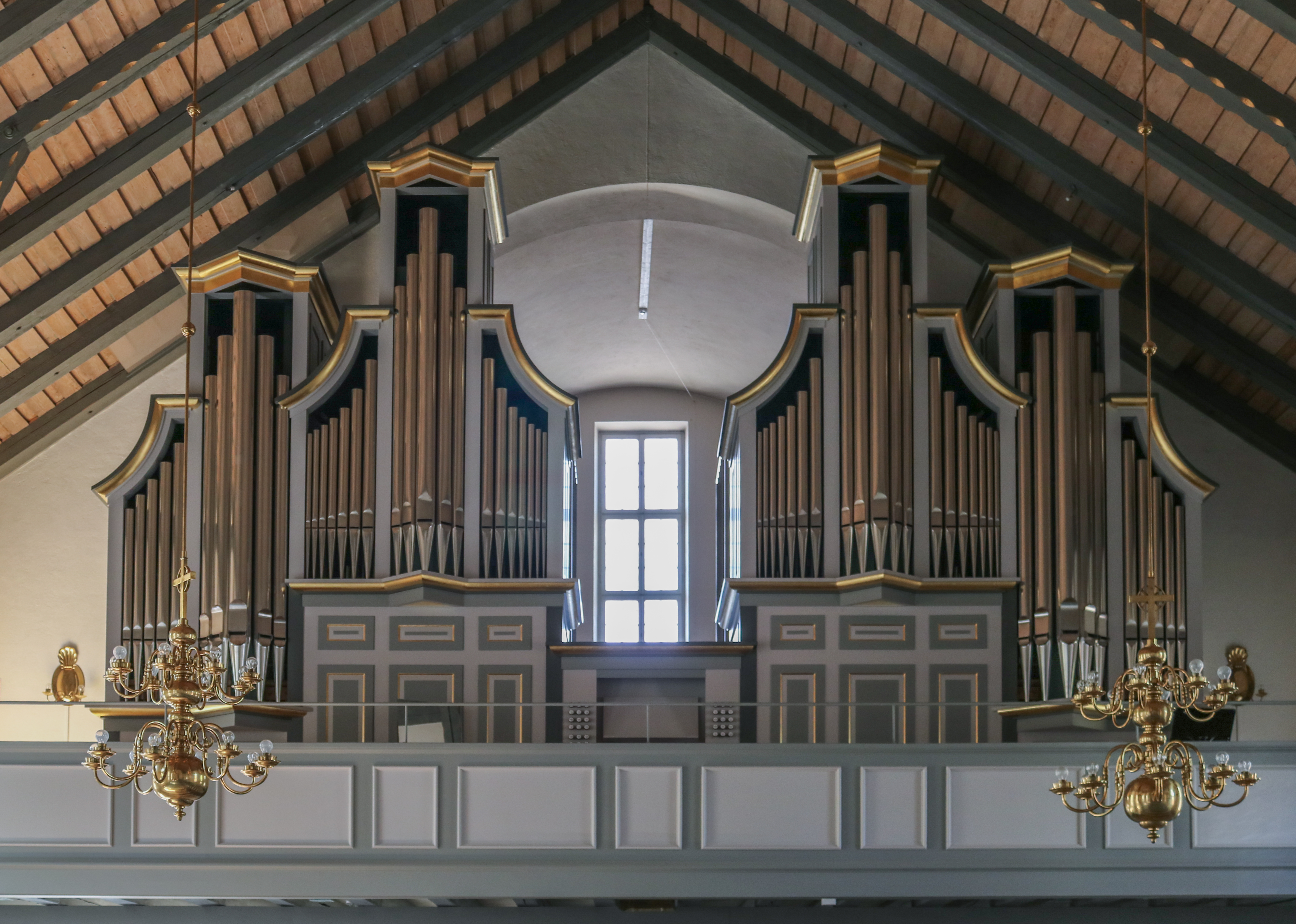
Organy na emporze
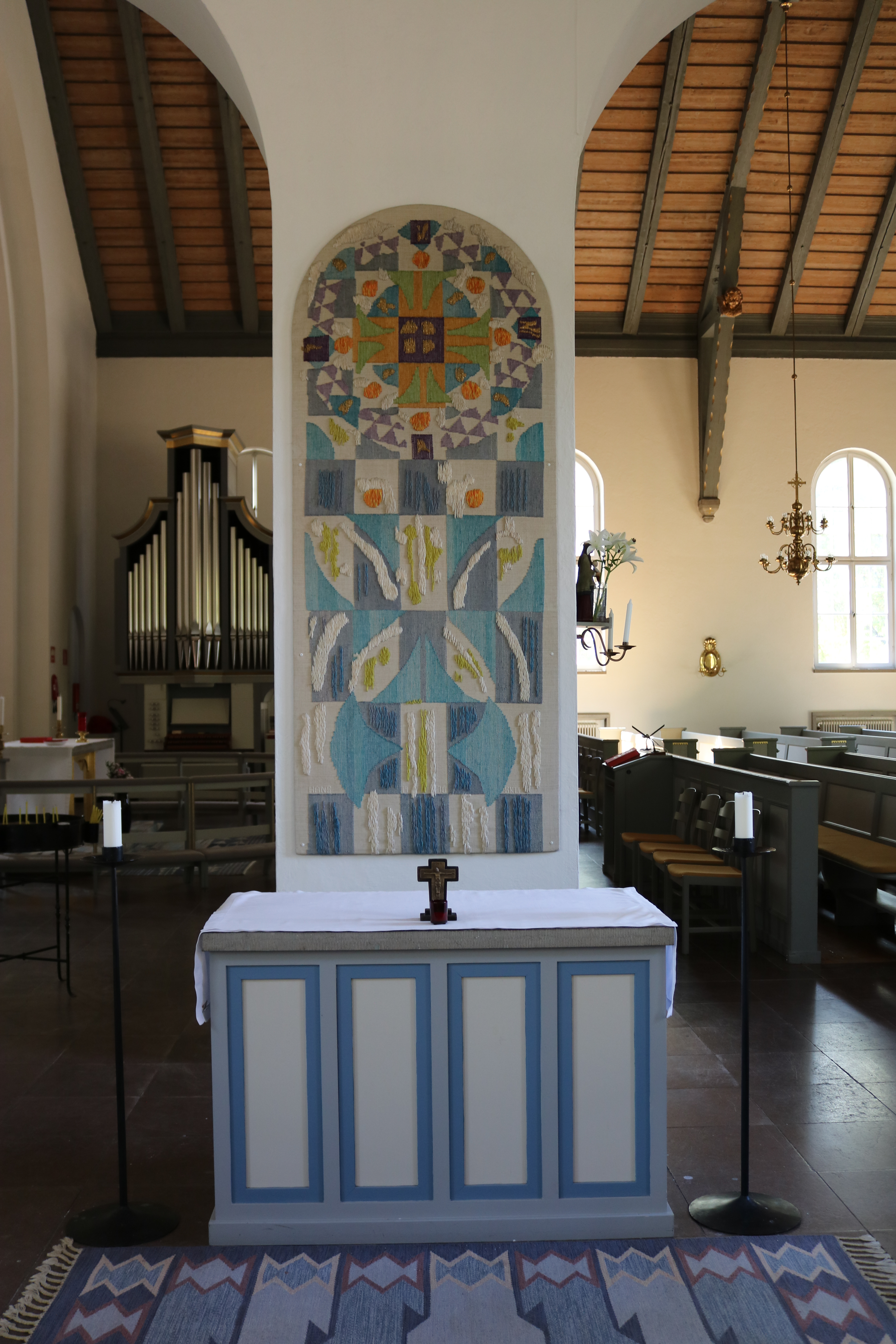
Ołtarz kaplicy Marii